# Ambai Atas
Ambai Atas is een bestuurslaag in het regentschap Kerinci van de provincie Jambi, Indonesië. Ambai Atas telt 1866 inwoners (volkstelling 2010).